# Ronald De Witte
Pour les articles homonymes, voir de Witte.
Ronald (Ronny) De Witte, né le 21 octobre 1946 à Wilrijk, est un coureur cycliste belge.

## Biographie
Il est professionnel de 1968 à 1982.

## Palmarès
- 1965
  - 2e du championnat de Belgique sur route juniors
- 1968
  - 2e du Circuit du Hainaut
- 1969
  - 2eb étape du Tour de Belgique (contre-la-montre par équipes)
  - Bruxelles-Biévène
  - Grand Prix de Fourmies
  - 2e du Championnat des Flandres
  - 9e de Paris-Tours
- 1970
  - 3e du Grand Prix d'Isbergues
- 1971
  - 6e étape de Paris-Nice
  - 2e du Grand Prix E5
- 1972
  - Circuit du Brabant occidental
- 1973
  - 2e du Circuit du Brabant occidental
  - 5e du Rund um den Henninger Turm
- 1974
  - Prologue du Tour de Luxembourg (contre-la-montre par équipes)
  - 5e étape du Tour de France
  - Gullegem Koerse
  - 2e d'À travers la Belgique
  - 2e du Tour de Belgique
  - 3e de la Nokere Koerse
  - 9e des Quatre Jours de Dunkerque
- 1975
  - 2e étape du Tour de France
  - Grand Prix de l'Escaut
  - Ruddervoorde Koerse
  - Circuit de Niel
  - Grand Prix Marcel Kint
  - 2e du Samyn
  - 2e du Circuit de la vallée de la Lys
  - 3e du Circuit du Brabant occidental
  - 8e du Rund um den Henninger Turm
- 1976
  - 2e étape du Tour de Sardaigne
  - 13e étape du Tour d'Italie
  - 3e étape du Tour de Catalogne
  - Paris-Tours
  - 2e du Tour de Catalogne
  - 3e du Tour des Apennins
  - 9e du Tour de Romandie
- 1977
  - 4e étape du Tour de Belgique
  - 2e du Championnat de Zurich
  - 3e du Circuit de l'Aulne
  - 3e du Tour de Flandre occidentale
  - 3e du Critérium des As
  - 4e de Paris-Roubaix
  - 4e du Tour de Lombardie
  - 5e du Rund um den Henninger Turm
  - 6e du Tour d'Italie
  - 9e de la Flèche wallonne
  - 9e de Liège-Bastogne-Liège
- 1978
  - 2e du Tour de Sardaigne
  - 3e du Grand Prix E3
  - 6e du Tour d'Italie
- 1979
  - 5e étape du Tour de Romandie
  - 2e du championnat de Belgique derrière derny
  - 5e du Tour de Lombardie
- 1981
  - 2e du Tour d'Andalousie
- 1982
  - 2e du Circuit du Brabant occidental

## Résultats sur les grands tours

### Tour de France
9 participations
- 1969 : abandon (17e étape)
- 1970 : 43e
- 1972 : 31e
- 1973 : 24e
- 1974 : 25e, vainqueur de la 5e étape
- 1975 : 37e, vainqueur de la 2e étape
- 1976 : 18e
- 1981 : 62e
- 1982 : 63e

### Tour d'Italie
5 participations
- 1976 : abandon, vainqueur de la 13e étape
- 1977 : 6e
- 1978 : 6e
- 1979 : 17e
- 1980 : 21e